# 597
597 је била проста година.

## Догађаји
- Цар Маврикије пише своју последњу вољу, у којој описује своје идеје за управљање Византијским царством (његов најстарији син Теодосије владаће Истоком из Цариграда, а други син Тиберије Западом из Рима).
- Јесен – Балкански поход: Авари и Словени, ојачани трибутом Франка, настављају свој поход дуж реке Дунав и опседају византијски град-тврђаву Томиш (данашња Румунија) на обали Црног мора.

- Први познати помен машина за бацање камена типа требушет (порока) у Европи је током опсаде Солуна од стране Словена у делу солунског архиепископа Јована „Чуда Светог Димитрија“.
- Поход византијске војске на Словене преко Дунава.
- Авари су ушли у Далмацију.

- Краљица Фредегунд побеђује своју стару супарницу Брунхилду од Аустразије, која подржава претензије њених унука Теудеберта II и Теудерика II на франачки престо, против захтева Фредегундовог сина Хлотара II. Умире неколико месеци касније у Паризу и сахрањена је у базилици Сен Дени.
- Хлотар II, са 13 година, постаје једини владар Неустрије и наставља заваду своје мајке са Брунхилдом. Саветује му се да се припреми за рат против Аустразије, источног дела Франачког краљевства.
- Цеолвулф је наследио свог брата Цеола на месту краља Весекса. Постаје регент Цеоловог сина Цинегилса који је премлад да наследи престо.
- 9. јун – Колумбан, ирски мисионар, умире у Јони (Унутрашњи Хебриди) и сахранили су га монаси у манастиру који је подигао. Успешно ради на христијанизацји северне Британије.
- 25. децембар – На Божић се хришћанство брзо шири у Кенту; Августин Кентерберијски и његови сарадници покрштавају више од 10.000 Англосаксонаца.
- Енглеска добија свој први писани кодекс закона од Етхелберта. Кодекс се бави очувањем друштвеног поретка, кроз надокнаду и казну за личну повреду.

## Смрти
- Симеон Дивногорац
- Свети Колумба